# Titelmelodi
En titelmelodi, kendingsmelodi eller signaturmelodi er en musikalsk komposition, som ofte er skrevet specifikt til et program i radio eller tv eller til computerspil eller film. Titelmelodien afspilles normalt under titelsekvensen, rulleteksterne og i nogle tilfælde på et tidspunkt i løbet af programmet. Formålet med en temasang er oftest det samme som et ledemotiv .
Betegnelsen signaturmelodi kan også referere til en signatursang, der er blevet særligt forbundet med en bestemt kunstner.

## Formål
Fra 1950'erne og fremefter blev temamusik og især temasange også en værdifuld kilde til yderligere indtægter for filmstudier i Hollywood, hvoraf mange etablerede deres egne datterselskaber til netop at indspille titelmelodier. I denne periode begyndte en mere systematisk krydspromovering af musik og film. En af de første store succeser, som viste sig meget indflydelsesrig, var temasangen til High Noon (1952).

## Typer

### Tv
Temamusik har været en del af de fleste tv-programmer siden mediets begyndelse. Programmer har brugt temamusik i en lang række stilarter, nogle gange tilpasset fra eksisterende melodier, og med nogle komponeret specifikt til formålet. Nogle få er blevet udgivet kommercielt og blevet populære hits. Et eksempel på en titelmelodi, der har været anvendt gennem årtier er Eurovisions, som mest er kendt fra Eurovision Song Contest. Den består af første del af hymnen "Te Deum", der er komponeret af Marc-Antoine Charpentier.
I Danmark har komponisten Jacob Groth stået bag titelmelodierne til flere af DR's store dramaserier gennem tiderne, eksempelvis TAXA, Rejseholdet og Krøniken. Bent Fabricius-Bjerre komponerede titelmelodierne til Matador og TV 2-programmerne Go' morgen Danmark og Jeopardy!.

### Film
Et eksempel på en kendt titelmelodi fra en film er "My Heart Will Go On", som Celine Dion indsang til storfilmen Titanic.